# Gold Fever
Gold Fever è un film del 1952 diretto da Leslie Goodwins.
È un western statunitense con John Calvert, Ralph Morgan e Ann Cornell.

## Produzione
Il film, diretto da Leslie Goodwins su una sceneggiatura di Edgar B. Anderson Jr. e Cliff Lancaster e un soggetto di John Calvert, fu prodotto dallo stesso Calvert per la Monogram Pictures tramite la John Calvert Productions.

## Distribuzione
Il film fu distribuito negli Stati Uniti dal 15 giugno 1952 al cinema dalla Monogram Pictures.